# Îles du Roi Georges
Die Îles du Roi Georges (dt.: König-Georg-Inseln) sind eine Inselgruppe im nordwestlichen Bereich des Tuamotu-Archipels in Französisch-Polynesien.
Die Inselgruppe besteht im Westen aus den beiden bewohnten Atollen Manihi und Ahe, die administrativ zur Gemeinde Manihi gehören. Im östlichen Bereich liegen die bewohnten Atolle Takapoto und Takaroa sowie die unbewohnte Koralleninsel Tikei, welche die Gemeinde Takaroa bilden. Die gesamte Landfläche aller Inseln beträgt 64 km², die Fläche inklusive der Lagunen 516 km². Die Inselgruppe hat etwa 2730 Einwohner (Stand: 2002).
Für Europa entdeckt wurden die Inseln im Jahr 1616 von den niederländischen Seefahrern
Willem Cornelisz Schouten und Jacob Le Maire. Ihren jetzigen Namen erhielten die Inseln vom britischen Seefahrer und Admiral John Byron zu Ehren König Georgs III.